# Oberliga Berlin 1945/46
In 1945/46 werd het eerste kampioenschap gespeeld van de Berliner Stadtliga, een van de vijf hoogste klassen in het West-Duitse voetbal, al begonnen sommige Oberliga's pas in 1947. SG Wilmersdorf werd kampioen, maar er was nog geen verdere eindronde om de landstitel voorzien. Er waren vier reeksen waarvan de vier winnaars elkaar troffen in de finale.
Alle clubs speelden de eerste seizoenen onder een andere naam dan de naam voor de oorlog.

## Eindstand

### Voorronde

#### Groep A
| Plaats | Club                  | Wed. | W  | G | V  | Saldo | Ptn. |
| ------ | --------------------- | ---- | -- | - | -- | ----- | ---- |
| 1.     | SG Wilmersdorf        | 16   | 13 | 3 | 0  | 67:8  | 29   |
| 2.     | SG Tempelhof          | 16   | 11 | 0 | 5  | 37:39 | 22   |
| 3.     | SG Spandau-Altstadt   | 16   | 9  | 2 | 5  | 51:22 | 20   |
| 4.     | SG Kreuzberg-Ost      | 16   | 9  | 2 | 5  | 47:28 | 20   |
| 5.     | SG Reinickendorf-West | 16   | 9  | 2 | 5  | 54:33 | 20   |
| 6.     | SG Schöneberg-Nord    | 16   | 6  | 3 | 7  | 30:25 | 15   |
| 7.     | SG Hohenschönhausen   | 16   | 4  | 1 | 11 | 28:64 | 9    |
| 8.     | SG Reinickendorf-Ost  | 16   | 3  | 0 | 13 | 30:78 | 6    |
| 9.     | SG Friedrichsfelde    | 16   | 1  | 1 | 14 | 23:70 | 3    |

|  | Geplaatst voor finaleronde |
|  | Degradatie                 |

#### Groep B
| Plaats | Club                 | Wed. | W  | G | V  | Saldo | Ptn. |
| ------ | -------------------- | ---- | -- | - | -- | ----- | ---- |
| 1.     | SG Mariendorf        | 16   | 13 | 1 | 2  | 71:32 | 27   |
| 2.     | SG Osloer Straße     | 16   | 10 | 2 | 4  | 48:23 | 22   |
| 3.     | SG Südring           | 16   | 10 | 1 | 5  | 41:28 | 21   |
| 4.     | SG Britz             | 16   | 9  | 2 | 5  | 54:40 | 20   |
| 5.     | SG Schillerpark      | 16   | 6  | 2 | 8  | 27:38 | 14   |
| 6.     | SG Stralau           | 15   | 5  | 2 | 8  | 31:49 | 12   |
| 7.     | SG Niederschönhausen | 16   | 5  | 2 | 9  | 35:40 | 12   |
| 8.     | SG Grünau            | 16   | 5  | 0 | 11 | 26:40 | 10   |
| 9.     | SG Borsigwalde       | 15   | 2  | 0 | 13 | 11:55 | 4    |

#### Groep C
| Plaats | Club                    | Wed. | W  | G | V  | Saldo | Ptn. |
| ------ | ----------------------- | ---- | -- | - | -- | ----- | ---- |
| 1.     | SG Staaken              | 16   | 13 | 1 | 2  | 55:23 | 27   |
| 2.     | SG Charlottenburg       | 16   | 11 | 1 | 4  | 59:22 | 23   |
| 3.     | SG Köpenick             | 16   | 10 | 1 | 5  | 54:30 | 21   |
| 4.     | SG Prenzlauer Berg-Nord | 16   | 8  | 0 | 8  | 32:39 | 16   |
| 5.     | SG Rixdorf              | 16   | 7  | 1 | 8  | 35:40 | 15   |
| 6.     | SG Tiergarten           | 16   | 4  | 4 | 8  | 36:33 | 12   |
| 7.     | SG Gesundbrünnen        | 16   | 6  | 0 | 10 | 34:52 | 12   |
| 8.     | SG Oberschöneweide      | 16   | 3  | 4 | 9  | 26:43 | 10   |
| 9.     | SG Lichtenberg-Süd      | 16   | 3  | 2 | 11 | 25:74 | 8    |

|  | Geplaatst voor finaleronde |
|  | Degradatie                 |

#### Groep D
| Plaats | Club                    | Wed. | W  | G | V | Saldo | Ptn. |
| ------ | ----------------------- | ---- | -- | - | - | ----- | ---- |
| 1.     | SG Prenzlauer Berg-West | 16   | 12 | 2 | 2 | 63:34 | 27   |
| 2.     | SG Stadtmitte           | 16   | 9  | 4 | 3 | 36:32 | 23   |
| 3.     | SG Niederschöneweide    | 16   | 5  | 5 | 6 | 30:31 | 21   |
| 4.     | SG Lichtenberg-Nord     | 16   | 6  | 3 | 7 | 34:37 | 16   |
| 5.     | SG Adlershof            | 16   | 6  | 3 | 7 | 43:52 | 15   |
| 6.     | SG Nordbahn             | 16   | 7  | 0 | 9 | 42:42 | 12   |
| 7.     | SG Johannisthal         | 16   | 5  | 3 | 8 | 37:41 | 12   |
| 8.     | SG Neukölln             | 16   | 6  | 1 | 9 | 39:24 | 10   |
| 9.     | SG Weißensee            | 16   | 4  | 3 | 9 | 24:55 | 8    |

### Finaleronde
| Plaats | Club                    | Wed. | W | G | V | Saldo | Ptn. |
| ------ | ----------------------- | ---- | - | - | - | ----- | ---- |
| 1.     | SG Wilmersdorf          | 6    | 5 | 0 | 1 | 28:11 | 10   |
| 2.     | SG Prenzlauer Berg-West | 6    | 3 | 1 | 2 | 17:13 | 7    |
| 3.     | SG Staaken              | 6    | 3 | 1 | 2 | 17:13 | 7    |
| 4.     | SG Mariendorf           | 6    | 0 | 0 | 6 | 8:33  | 0    |

|  | Kampioen |